# Ircinia pilosa
Ircinia pilosa är en svampdjursart som beskrevs av Gustavo Pulitzer-Finali 1982. Ircinia pilosa ingår i släktet Ircinia och familjen Irciniidae.
Artens utbredningsområde är havet kring Australien. Inga underarter finns listade i Catalogue of Life.